# Motstånd (psykoanalys)
Motstånd i psykoanalys är allt det som motverkar att patienten producerar material från det omedvetna.

## Motståndsanalys
Motståndsanalys är alltsedan psykoanalysens fader Sigmund Freud upptäckte motståndet ett viktigt inslag i psykoanalys och psykodynamisk psykoterapi.